# 日索尔
日索尔（法語：Gisors，法語發音：[ʒizɔʁ]），法国中北部城市，诺曼底大区厄尔省的一个市镇，隶属于莱桑德利区，其市镇面积为16.67平方公里，2022年1月1日时人口数量为12,395人，是该省人口第五多的市镇，在法国城市中排名第841位。
日索尔位于厄尔省东北部，埃普特河畔，与瓦兹省接壤，是一个区域性的中心城市，圣但尼－迪耶普铁路以及多条公路在此交汇。

## 地名来源
“日索尔”一名最初于公元968年以“Gisortis”的形式记载于理查一世的手记中。根据法国地名学家阿尔贝·多扎的观点，该名称来源于高卢人名“Gisus”，其生平尚有待考证。

## 历史

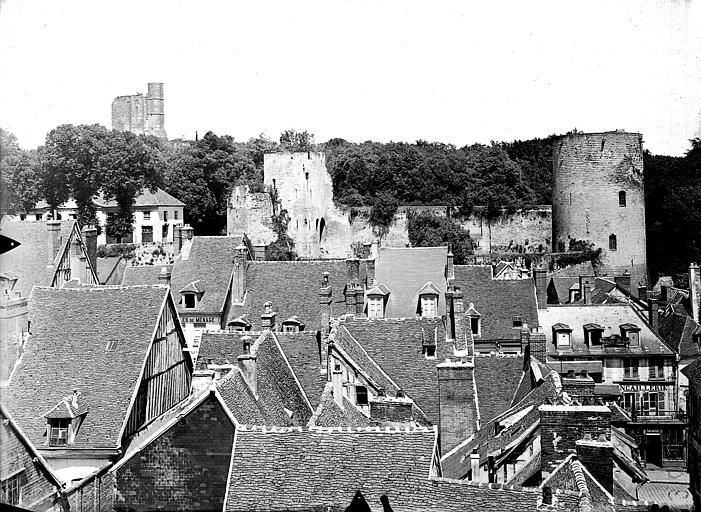
20世纪20年代的日索尔市区

根据当地官方网站的论述，日索尔可能始建于高卢-罗马时期。公元911年签订的《埃普特河畔圣克莱尔条约》未明确日索尔的归属，直至965年日索尔才彻底成为诺曼底的一处领地。公元12世纪，在英格兰军队的介入下，日索尔长期为法兰西和诺曼底之间的斗争之地，1196年，根据《加永条约》，日索尔成为法兰西王室领土。在腓力二世的支持下，一条横跨埃普特河的桥梁得以建成，日索尔逐渐发展成为一个商业中心，当地出现了教堂、医院、集市大堂等设施，居民数量超过三千。英法百年战争期间，John Cornwall于1419年9月11日带领的一支军队占领了日索尔城，直至15世纪中期才重归法兰西。17世纪时，日索尔出现了多处教会。法国大革命后，日索尔成为厄尔省的一个市镇。随着行政中心的转移（日索尔所处区域的行政中心位于塞纳河畔的莱桑德利）以及塞纳河航路的扩张，日索尔逐渐丧失了经济政治地位，人口增长速度缓慢。工业革命期间，途径日索尔的圣但尼－迪耶普铁路建成运行。1940年，纳粹德军占领了诺曼底地区，并对日索尔进行了猛烈的轰炸。二战后，随着巴黎及法兰西岛的城市扩张，日索尔成为巴黎的一个远郊卫星城，自2004年起成为法兰西岛大区列车J线的一个终点。

## 地理

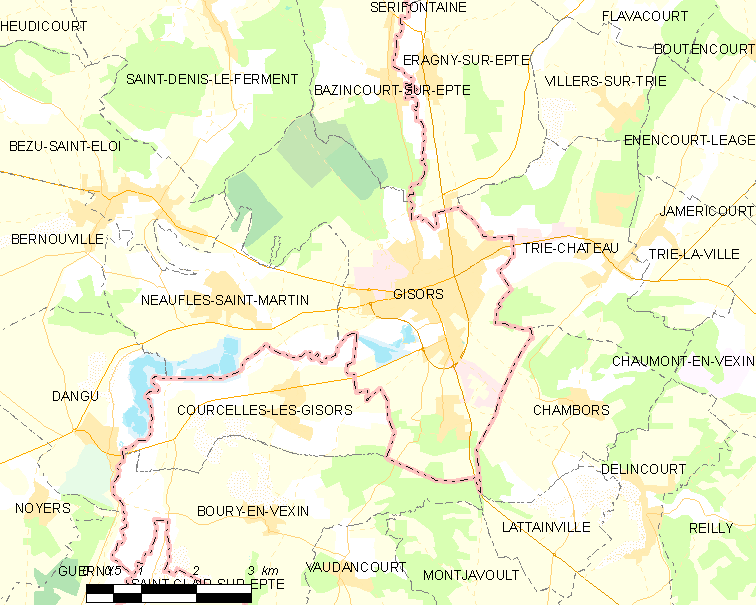
日索尔市镇范围地图

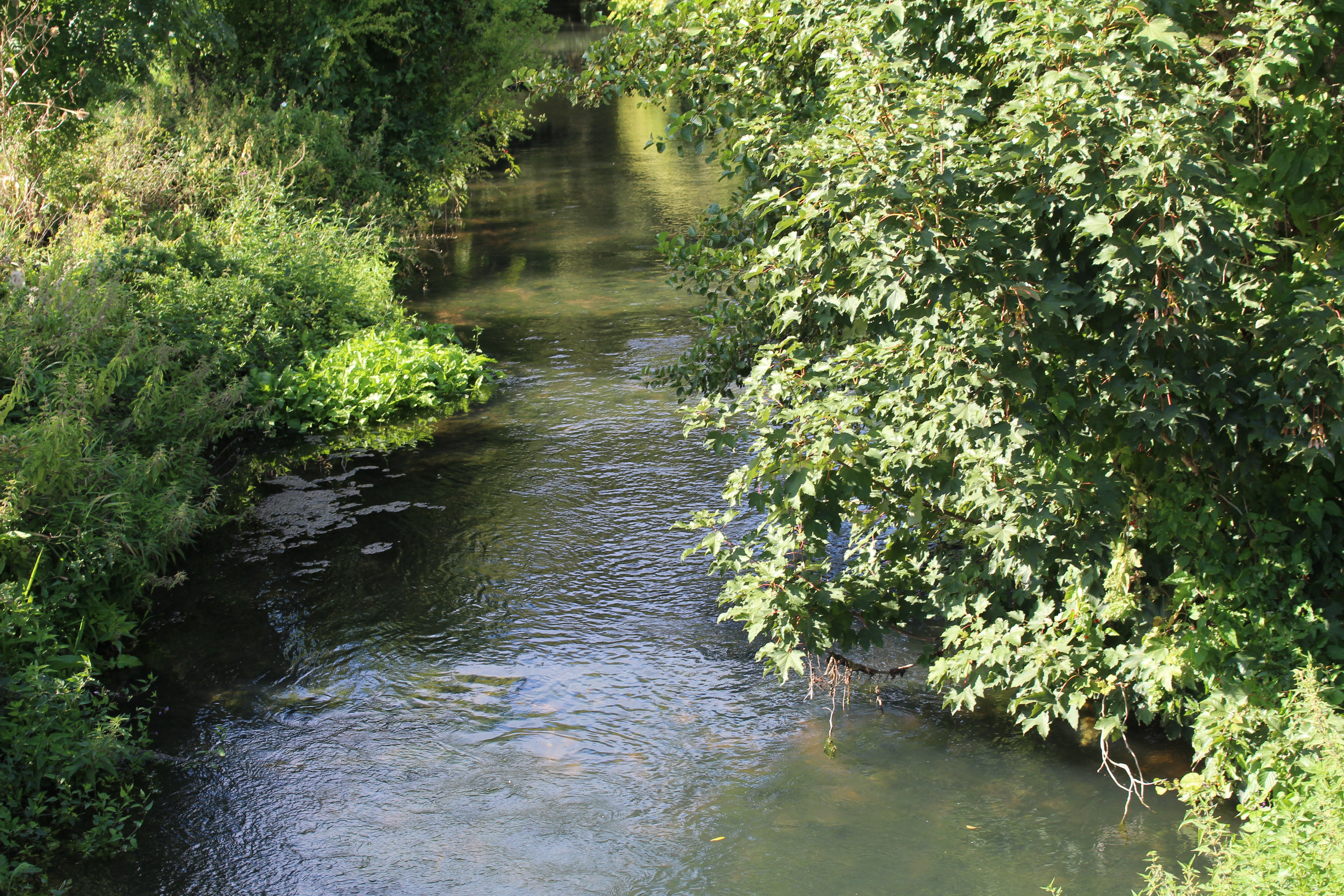
埃普特河及两旁的绿地

日索尔位于法国中北部偏西，诺曼底大区东部和厄尔省东北部，距离省会埃夫勒大约66公里。与日索尔接壤的市镇包括：埃普特河畔巴赞库尔、贝聚-圣埃卢瓦、诺夫勒圣马丹、韦克桑地区布里、尚博尔、库尔塞勒莱日索尔、埃普特河畔埃拉尼、拉坦维尔、圣但尼勒费尔芒、特里堡。

### 地形
日索尔位于巴黎盆地与诺曼底丘陵的过渡地区，境内以丘陵及浅丘为主，市镇中心地势较为平坦，全境海拔在47到142米之间。

### 水文
日索尔位于塞纳河流域，其右岸支流埃普特河自北向西南流经日索尔市区，另有特罗埃讷河和雷韦永河在此与其交汇。

### 植被
日索尔属于温带阔叶混交林区，市镇范围北部为日索尔树林（Bois de Gisors），弗雷德里克·帕西公园（Parc de Frédéric Passy）是当地主要的城市绿地。
在鲜花城市的评比中，日索尔被评为2星级鲜花城市。

### 气候
日索尔在柯本气候分类法中属于温带海洋性气候。
距离日索尔最近的常年气象站位于雅梅里库尔境内，以下为该气象站的数据（其中日照数据取自博韦-蒂耶机场）：
| 雅梅里库尔1981年－2019年 | 雅梅里库尔1981年－2019年 | 雅梅里库尔1981年－2019年 | 雅梅里库尔1981年－2019年 | 雅梅里库尔1981年－2019年 | 雅梅里库尔1981年－2019年 | 雅梅里库尔1981年－2019年 | 雅梅里库尔1981年－2019年 | 雅梅里库尔1981年－2019年 | 雅梅里库尔1981年－2019年 | 雅梅里库尔1981年－2019年 | 雅梅里库尔1981年－2019年 | 雅梅里库尔1981年－2019年 | 雅梅里库尔1981年－2019年 |
| 月份                     | 1月                      | 2月                      | 3月                      | 4月                      | 5月                      | 6月                      | 7月                      | 8月                      | 9月                      | 10月                     | 11月                     | 12月                     | 全年                     |
| ------------------------ | ------------------------ | ------------------------ | ------------------------ | ------------------------ | ------------------------ | ------------------------ | ------------------------ | ------------------------ | ------------------------ | ------------------------ | ------------------------ | ------------------------ | ------------------------ |
| 历史最高温 °C（°F）      | 15.6 (60.1)              | 19.4 (66.9)              | 22.6 (72.7)              | 27.2 (81.0)              | 31.0 (87.8)              | 37.6 (99.7)              | 38.2 (100.8)             | 39.8 (103.6)             | 32.1 (89.8)              | 28.6 (83.5)              | 21.2 (70.2)              | 16.6 (61.9)              | 39.8 (103.6)             |
| 平均高温 °C（°F）        | 6.5 (43.7)               | 7.9 (46.2)               | 11.5 (52.7)              | 14.6 (58.3)              | 18.6 (65.5)              | 21.8 (71.2)              | 24.8 (76.6)              | 24.7 (76.5)              | 20.5 (68.9)              | 15.5 (59.9)              | 10.1 (50.2)              | 6.3 (43.3)               | 15.2 (59.4)              |
| 日均气温 °C（°F）        | 3.9 (39.0)               | 4.7 (40.5)               | 7.3 (45.1)               | 9.5 (49.1)               | 13.1 (55.6)              | 15.8 (60.4)              | 18.5 (65.3)              | 18.5 (65.3)              | 15.1 (59.2)              | 11.5 (52.7)              | 7.1 (44.8)               | 3.9 (39.0)               | 10.7 (51.3)              |
| 平均低温 °C（°F）        | 1.3 (34.3)               | 1.5 (34.7)               | 3.0 (37.4)               | 4.3 (39.7)               | 7.6 (45.7)               | 9.9 (49.8)               | 12.2 (54.0)              | 12.3 (54.1)              | 9.8 (49.6)               | 7.5 (45.5)               | 4.1 (39.4)               | 1.4 (34.5)               | 6.2 (43.2)               |
| 历史最低温 °C（°F）      | −14.8 (5.4)              | −14.6 (5.7)              | −9.6 (14.7)              | −4.3 (24.3)              | −1.2 (29.8)              | −0.7 (30.7)              | 2.6 (36.7)               | 2.7 (36.9)               | 0.1 (32.2)               | −4.1 (24.6)              | −8.6 (16.5)              | −11.1 (12.0)             | −14.8 (5.4)              |
| 平均降水量 mm（）        | 60.0 (2.36)              | 53.2 (2.09)              | 50.3 (1.98)              | 53.3 (2.10)              | 54.7 (2.15)              | 56.3 (2.22)              | 65.3 (2.57)              | 52.6 (2.07)              | 51.5 (2.03)              | 65.3 (2.57)              | 65.9 (2.59)              | 72.5 (2.85)              | 700.9 (27.59)            |
| 月均日照時數             | 65.2                     | 76.7                     | 124                      | 171.5                    | 198.9                    | 211.8                    | 217.4                    | 210.1                    | 162                      | 112.2                    | 66.9                     | 52.6                     | 1,669.3                  |
| 来源：infoclimat.fr      |                          |                          |                          |                          |                          |                          |                          |                          |                          |                          |                          |                          |                          |

## 行政区划
日索尔是法国诺曼底大区厄尔省的一个市镇，编号为27284。日索尔隶属于莱桑德利区和厄尔省第五选区，管理日索尔县，同时也是诺曼底韦克桑市镇公共社区的办公驻地。
法国国家统计与经济研究所（简称）在进行数据统计时，将日索尔及相邻的另外两个市镇设为日索尔城市核心区，并将包括核心区在内的周边共1,794个市镇划为巴黎城市区。自2020年起，巴黎城市区被包含1,949个市镇的巴黎城市辐射区代替。此外，还将日索尔市镇分为了5个“块区”（IRIS），以便于统计人口分布情况。

## 交通

### 公路
多条厄尔省省道在日索尔境内交汇。诺曼底大区下属的城际客运提供巴士线路，可前往埃夫勒、韦尔农、鲁昂、博韦和塞尔吉。
| 16 | 41 |

| 13 | 34 |

| 14 | 33 |

| 埃夫勒 | 66 |

| 韦尔农 | 34 |

| 莱桑德利 | 29 |

| 巴黎-小教堂门立交 | 68 |

| 芒特拉若利 | 39 |

| 蓬图瓦兹 | 37 |

| 鲁昂 | 59 |

| 博韦 | 33 |

| 梅吕 | 32 |

2018年，68.9%的日索尔家庭拥有至少一辆私人汽车。2019年，日索尔境内共发生各类交通事故2起，造成1人遇难，1人受伤。

### 铁路

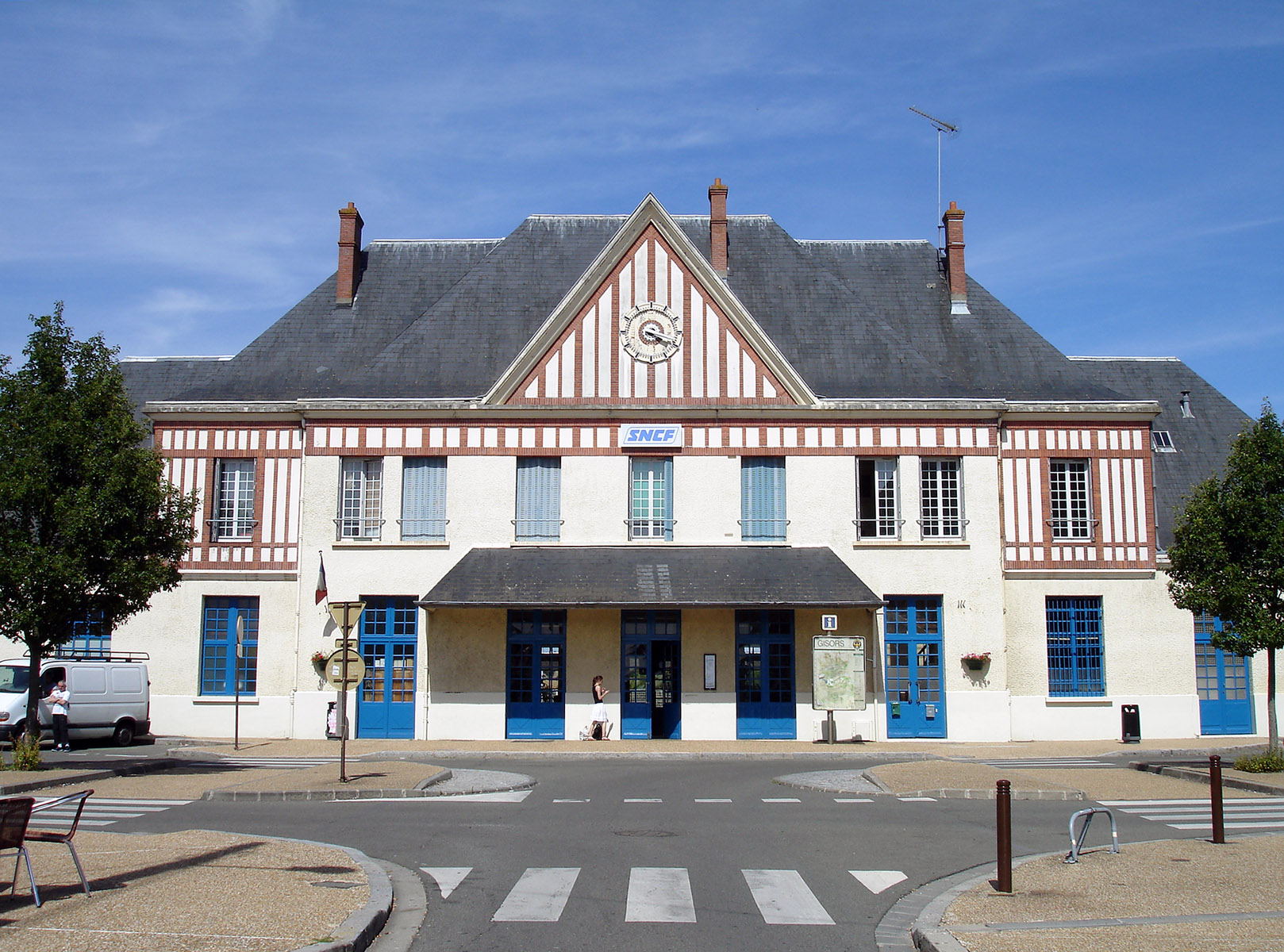
日索尔火车站

日索尔位于圣但尼－迪耶普铁路上。日索尔站位于市区东北部，是法兰西岛大区铁路J线的一个终点站，同时开行前往塞尔克方向的区域列车。

### 航空
距离日索尔最近的民用航空站为博韦-蒂耶机场，距离日索尔市中心的公路里程约39公里。

### 城市公共交通
日索尔城市公共交通（商业名称为）是当地的城市公共交通系统，由当地市政府提供，免费向公众开放。截至2022年1月，该系统共包括1条公交线路，仅工作日开行，每日往返三班，路线覆盖了日索尔市区内的主要街道和居民区。

## 政治

### 市政内阁

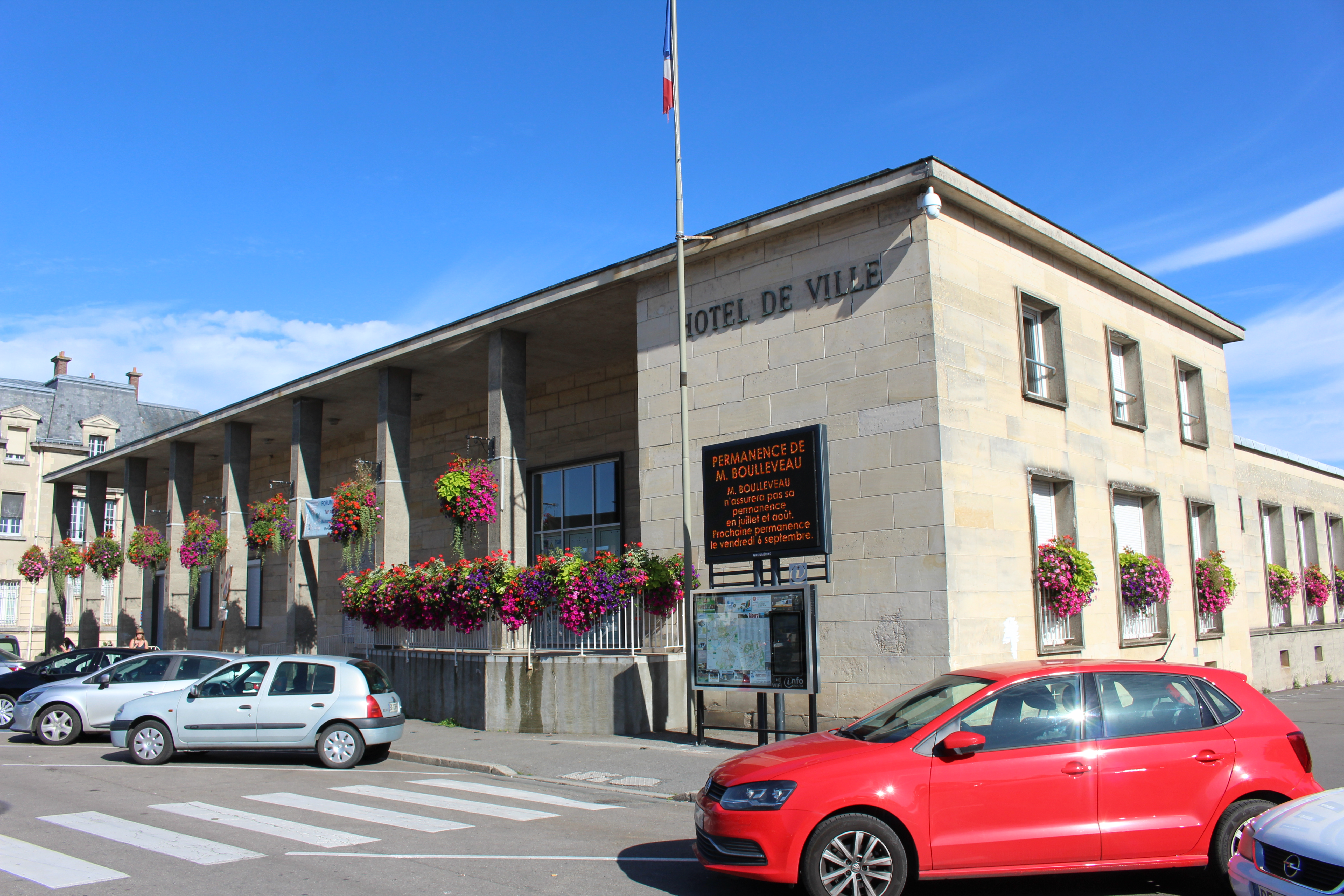
日索尔市政厅

日索尔的现任市长为亚历山大·拉萨埃尔先生（Alexandre Rassaert），他是共和党的一名成员，在2020年的市政选举中获得了56.07%的支持率。
| 日索尔历届市长 | 日索尔历届市长                       | 日索尔历届市长 |
| 任期           | 市长                                 | 党派           |
| -------------- | ------------------------------------ | -------------- |
| （资料暂缺）   |                                      |                |
| ？－1971年     | Émile Beyne 埃米尔·贝纳              | 不详           |
| 1971年－2014年 | Marcel Larmanou 马塞尔·拉尔马努      | PCF法国共产党  |
| 2014年－       | Alexandre Rassaert 亚历山大·拉萨埃尔 | LR共和黨       |

### 各级选举
| 日索尔历届投票选举结果 | 日索尔历届投票选举结果 | 日索尔历届投票选举结果 | 日索尔历届投票选举结果              | 日索尔历届投票选举结果 | 日索尔历届投票选举结果 | 日索尔历届投票选举结果              | 日索尔历届投票选举结果 | 日索尔历届投票选举结果 |
| 选举项目               | 选区单位               | 选举结果               | 选举结果                            | 选举结果               | 选举结果               | 选举结果                            | 选举结果               | 参考资料               |
| 选举项目               | 选区单位               | 第一轮胜出者           | 第一轮胜出者                        | 支持率                 | 第二轮胜出者           | 第二轮胜出者                        | 支持率                 | 参考资料               |
| ---------------------- | ---------------------- | ---------------------- | ----------------------------------- | ---------------------- | ---------------------- | ----------------------------------- | ---------------------- | ---------------------- |
| 2017年法國總統選舉     | 日索尔市镇             |                        | 玛丽娜·勒庞                         | 30.78%                 |                        | 埃马纽埃尔·马克龙                   | 51%                    | [ 24 ]                 |
| 2017年法国立法选举     | 厄尔省第五选区         |                        | 亚历山大·拉萨埃尔                   | 33.2%                  |                        | 克莱尔·奥珀蒂                       | 52.77%                 | [ 24 ]                 |
| 2019年欧洲议会选举     | 日索尔市镇             |                        | Prenez le Pouvoir                   | 34.27%                 | （不适用）             | （不适用）                          | （不适用）             | [ 24 ]                 |
| 2021年法国省级选举     | 日索尔县               |                        | DELAPLACE Angèle RASSAËRT Alexandre | 51.48%                 |                        | DELAPLACE Angèle RASSAËRT Alexandre | 67.14%                 | [ 26 ]                 |
| 2021年法国大区选举     | 日索尔市镇             |                        | 埃尔韦·莫兰                         | 33.75%                 |                        | 埃尔韦·莫兰                         | 44.08%                 | [ 27 ]                 |

## 人口
2018年，日索尔市镇人口数量为11,674，在法国排名第841位。其中男性5,425人，女性6,249人，75岁及以上人口占9.7%，外籍人口数量为2,747人，人口密度为700人/平方公里，当地居民被称为（男性）或（女性）。2019年，日索尔境内出生129人，死亡人口154人。
| 年份   | 1936  | 1946  | 1954  | 1962  | 1968  | 1975  | 1982  | 1990  | 1999   | 2006   | 2011   | 2016   | 2019   |
| ------ | ----- | ----- | ----- | ----- | ----- | ----- | ----- | ----- | ------ | ------ | ------ | ------ | ------ |
| 人口數 | 5,867 | 5,078 | 5,670 | 6,398 | 7,329 | 8,069 | 8,732 | 9,481 | 10,882 | 11,532 | 11,474 | 11,918 | 11,696 |

## 经济

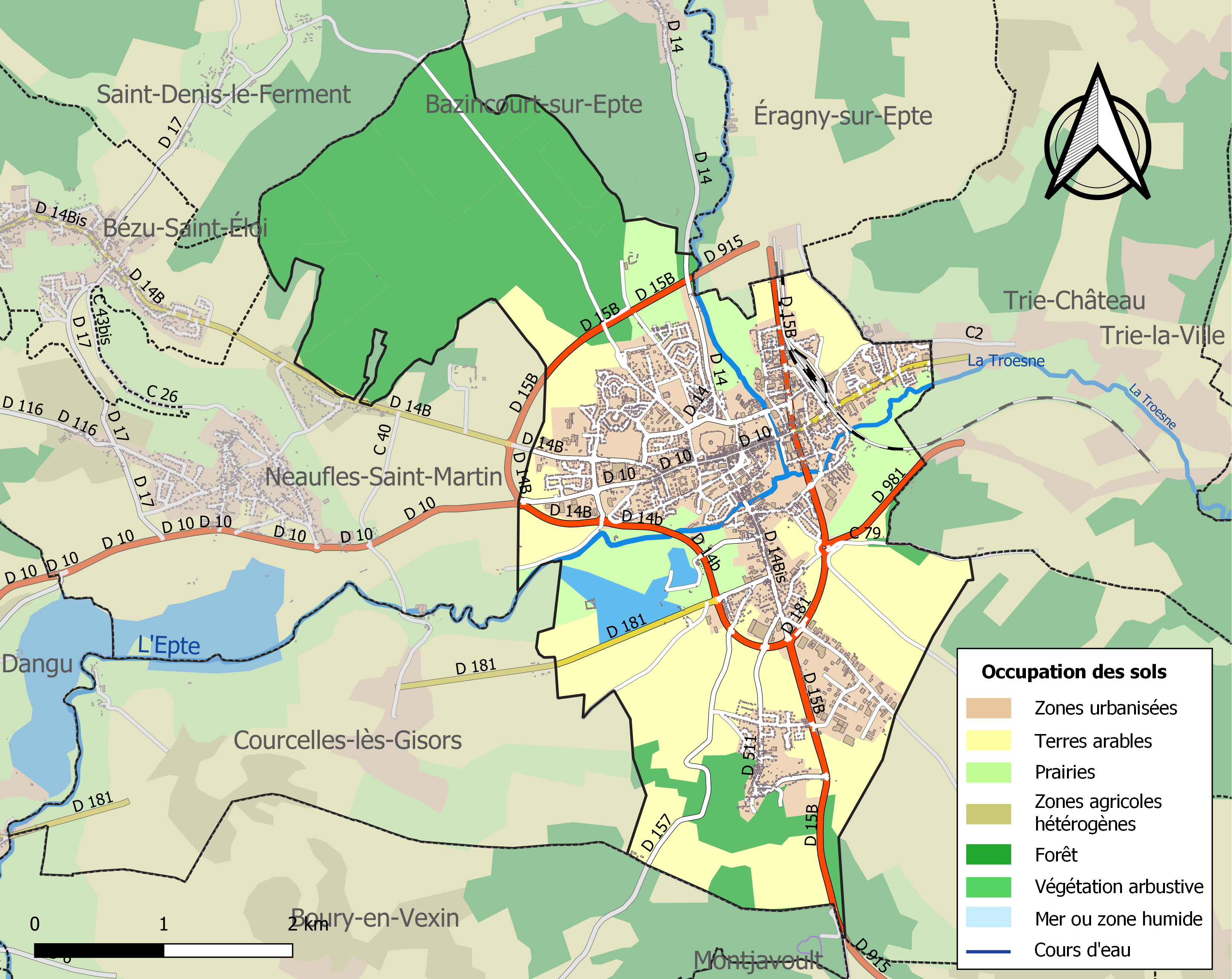
日索尔土地利用情况地图

日索尔是一个区域性的中心城市。截止2022年1月，日索尔市镇范围内共有各类用人单位（包含自雇）1,434家，平均历史为15年，其中98.12%为中小型企业（PME）。（农产品批发销售）、（汽车配件批发）及（大型零售）是当地2020年营业额最高的三个企业，分别为111,535,461欧元、30,282,212欧元和24,762,808欧元。

## 财政与居民收入
2020年，日索尔的财政收入总额为16,623,000欧元，财政支出总额为14,981,500欧元，当年的债务总额为12,002,000欧元。2021年，日索尔共获得3,829,062欧元的国家财政补助，比上一年增加了1.62%。
2019年，日索尔的人均月收入总额为2,123欧元，其中高级职员为3,666欧元，低于法国平均水平（4,230欧元）；中级职员为2,378欧元，低于法国平均水平（2,411欧元）；普通职员为1,758欧元，高于法国平均水平（1,740欧元）。
2018年，日索尔境内的青壮年（15至64岁）失业率为17.6%，当地42.3%的家庭拥有纳税资格，平均纳税2,111欧元，低于法国平均水平（3,910欧元）。

## 社会事务

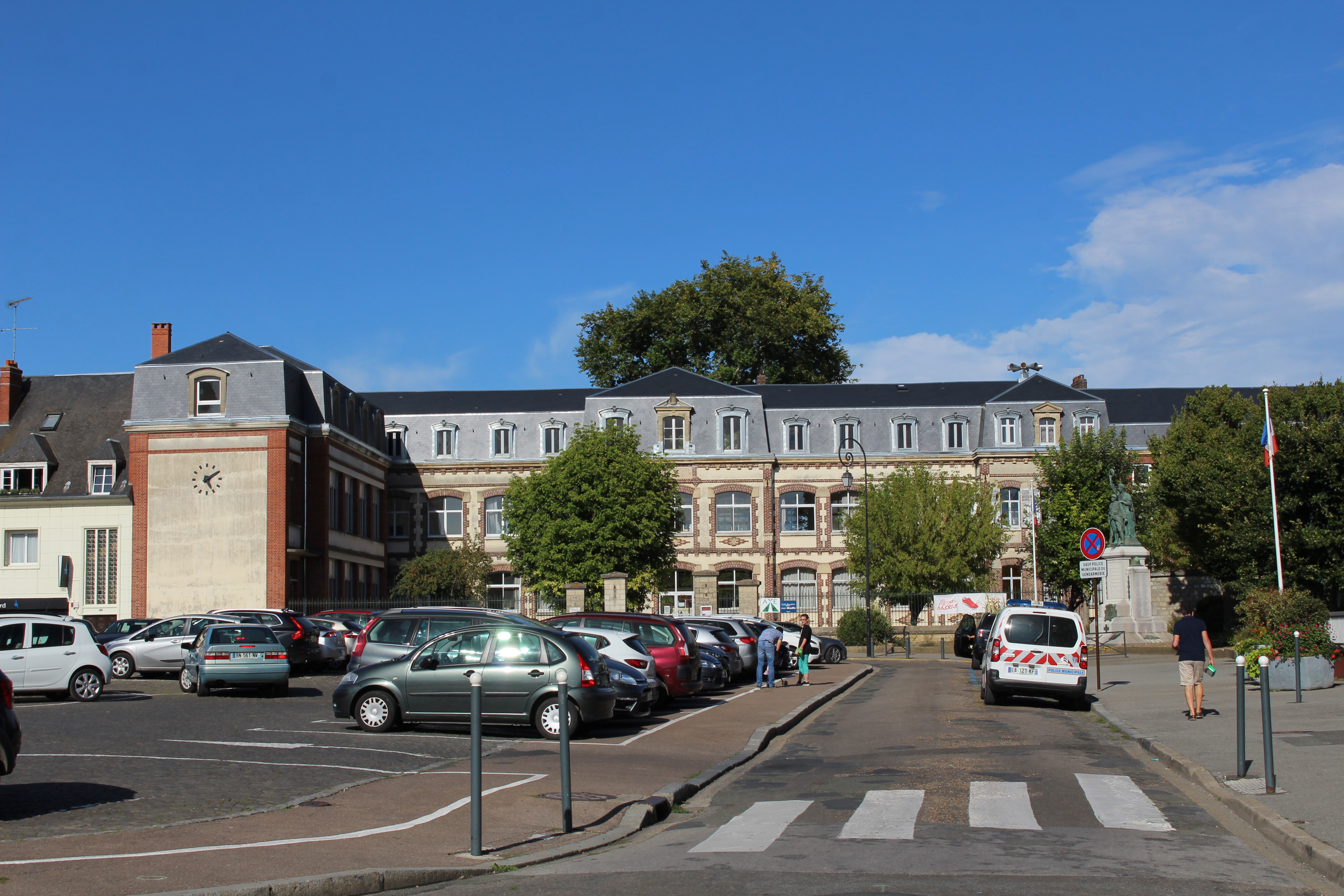
日索尔让·穆兰小学

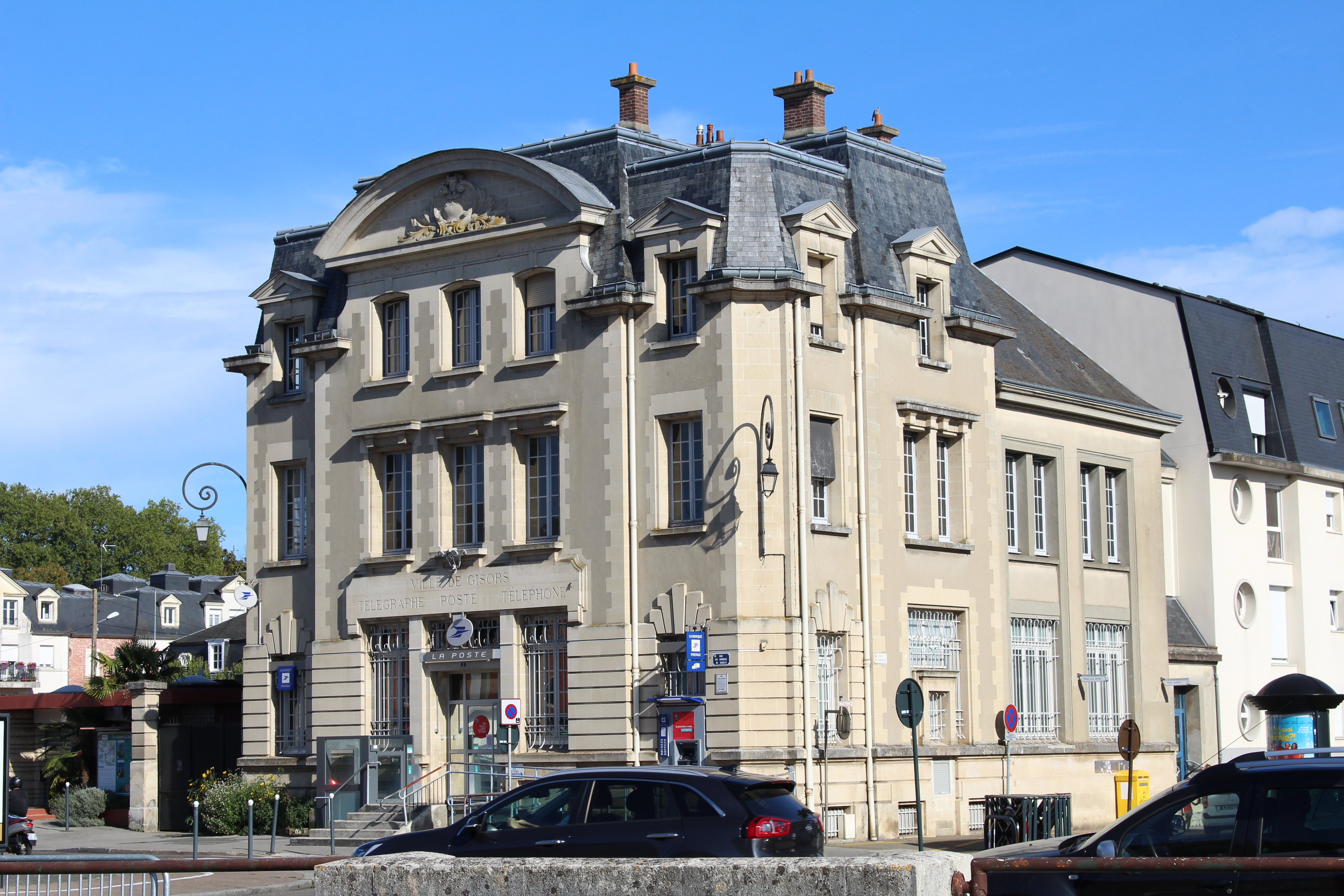
日索尔邮政大楼

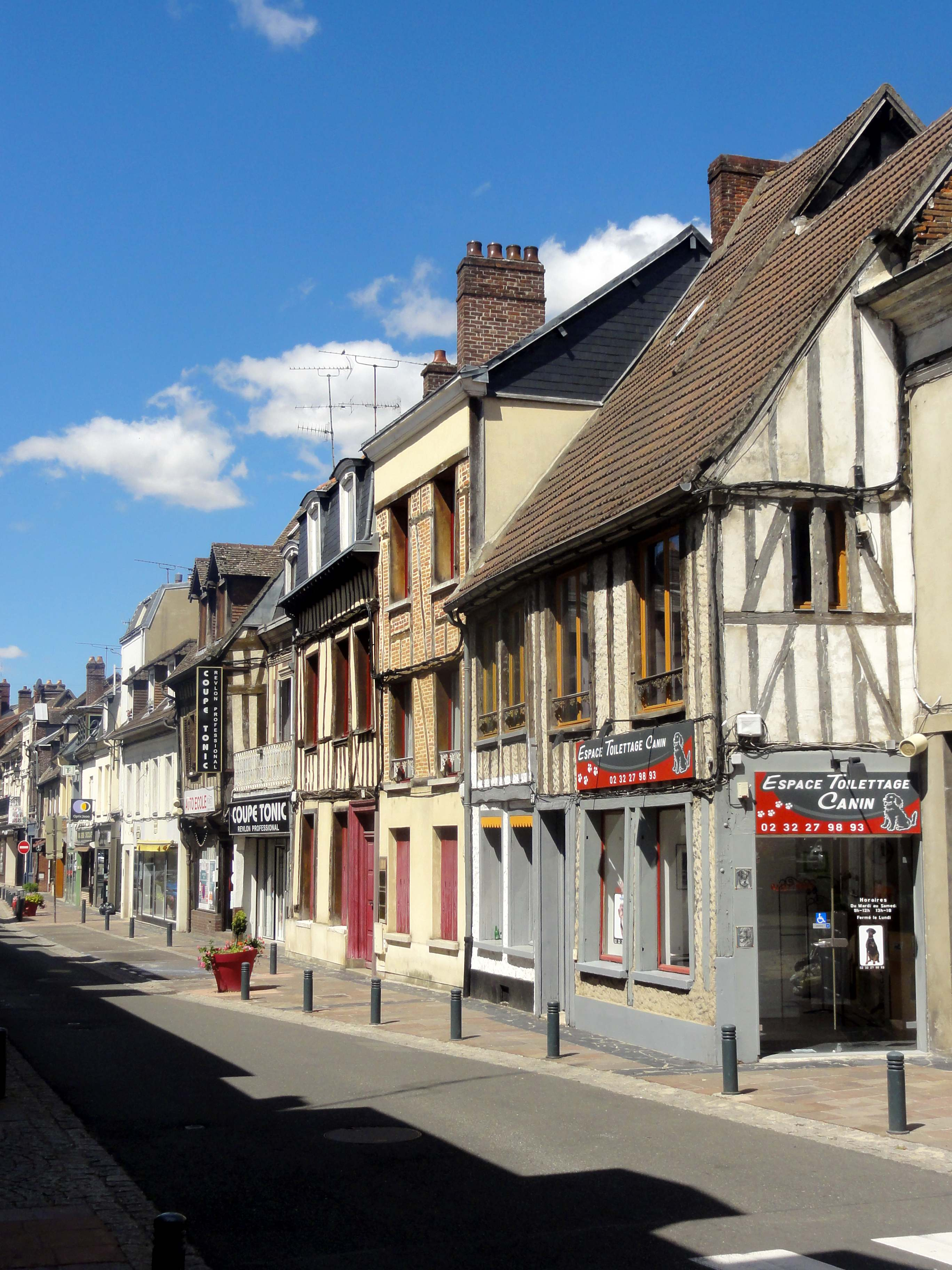
日索尔市中心的卡普维尔街

### 教育
日索尔属于诺曼底学区。截止2020年1月1日，日索尔境内共有1所幼儿园、5所小学、3所初级中学和1所普通高中。2018至2019学年度，日索尔境内共有在校中等教育阶段学生2,414名。

### 医疗
截止2020年1月1日，日索尔境内共有全科医生11名、保健师11名、牙医6名、护士18名、耳科医生1名、眼科医生1名、助产士2名和妇科医生1名。境内共有药房4家、养老院3家、残疾人帮扶中心3家。
日索尔中心医院（Centre Hospitalier de Gisors）是法国的一个区域性医疗机构，其主病区位于日索尔市区西部，设有床位120个，是当地规模最大的公立综合性医院。

### 住房
2018年，日索尔境内共有各类住房5,957套，其中43.9%为独立式居民区，54.7%为集中式居民区。常住房屋占日索尔市镇范围内居民建筑总量的89%。
在住房保障政策方面，2020年，日索尔境内共有1,489户家庭获得了住房经济补助，受益人数占总人口数量的12.8%，其中1,435份为房租补助。

### 商业
2019年，日索尔境内共有各类实体商铺402家，其中餐厅57家、大型超市7家、杂货店4家、面包房10家、肉铺5家、书店1家、装饰品店4家、银行门店13家、美容美发店29家、汽车维修店26家。市区西部建有开放式商业街区，有Intermarché和Lidl等购物商场；市中心则建有一家欧尚便民超市。

### 体育
2020年，日索尔境内共有3间体育馆、1座综合体育场、7处网球场、1处马术场、3处足球或橄榄球场以及1处篮球或排球场。
截至2022年1月，日索尔韦克桑诺曼底足球俱乐部（Football Club Gisors Vexin Normand，编号580568）是当地唯一的注册足球俱乐部，其主队2021至2022赛季参加诺曼底大区足球联赛，其主场莫里斯·塔叙球场（Stade Maurice Tassus）位于市区北部。

### 环境
日索尔的环境事务由其所属的诺曼底韦克桑市镇公共社区负责。2019年，日索尔境内共有1家污染企业。

### 治安
2019年，日索尔市镇范围内有1处宪兵队。
日索尔所在地是莱桑德利宪兵总队的管辖范围。2020年，该宪兵总队辖区内共100个市镇累计发生各类案件3,099起，其中盗窃类案件1,589起，经济类案件414起，毒品交易类案件119起。

## 文化
2020年，日索尔境内有1家电影院。日索尔市政府提供多媒体中心，每周二、三、五、六向公众开放。

### 建筑
日索尔境内有多处历史建筑，其中日索尔城堡遗址、圣热尔韦-圣普罗泰教堂等为法国国家文物保护单位。

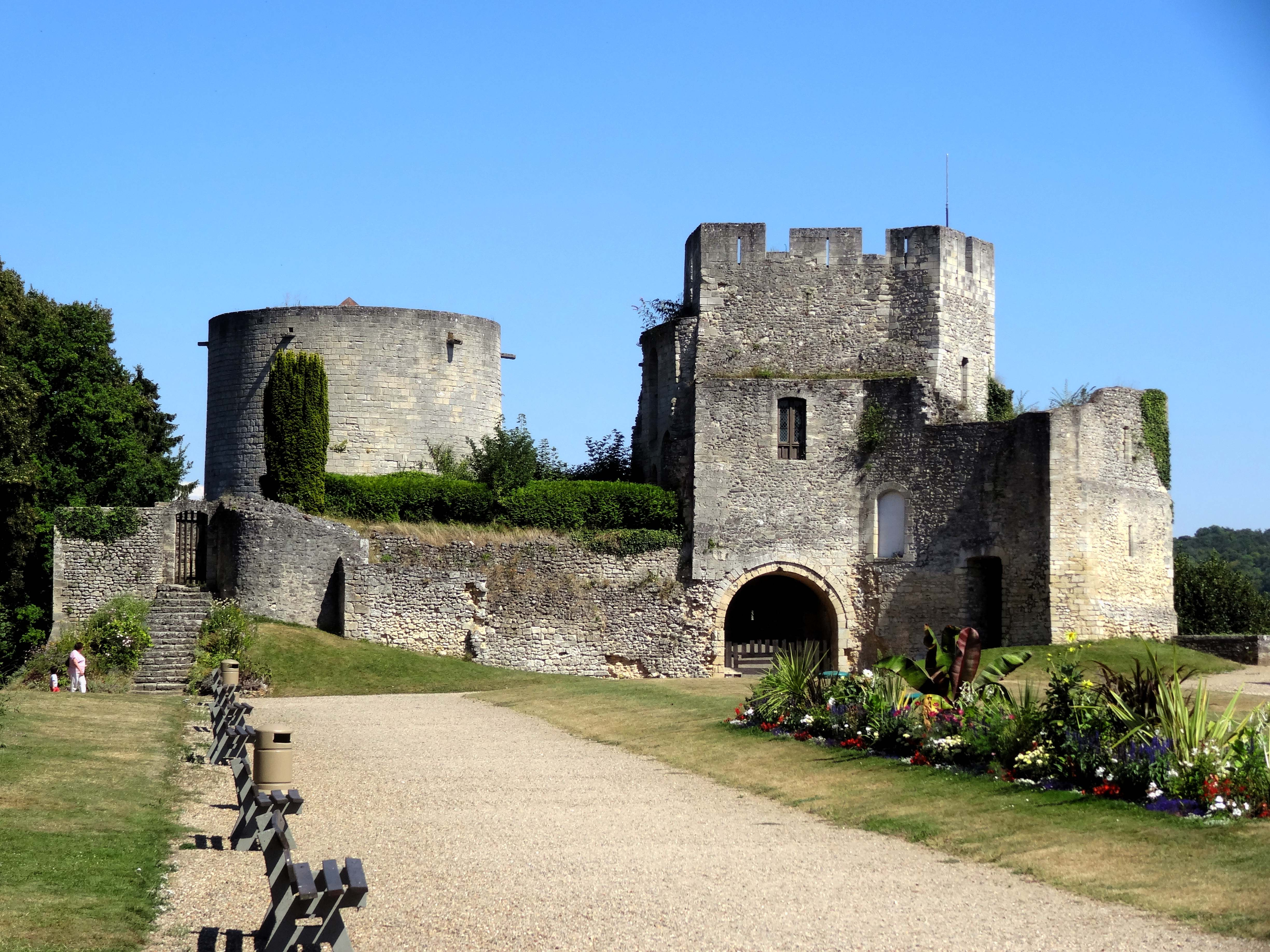
日索尔城堡（法语：Château de Gisors）
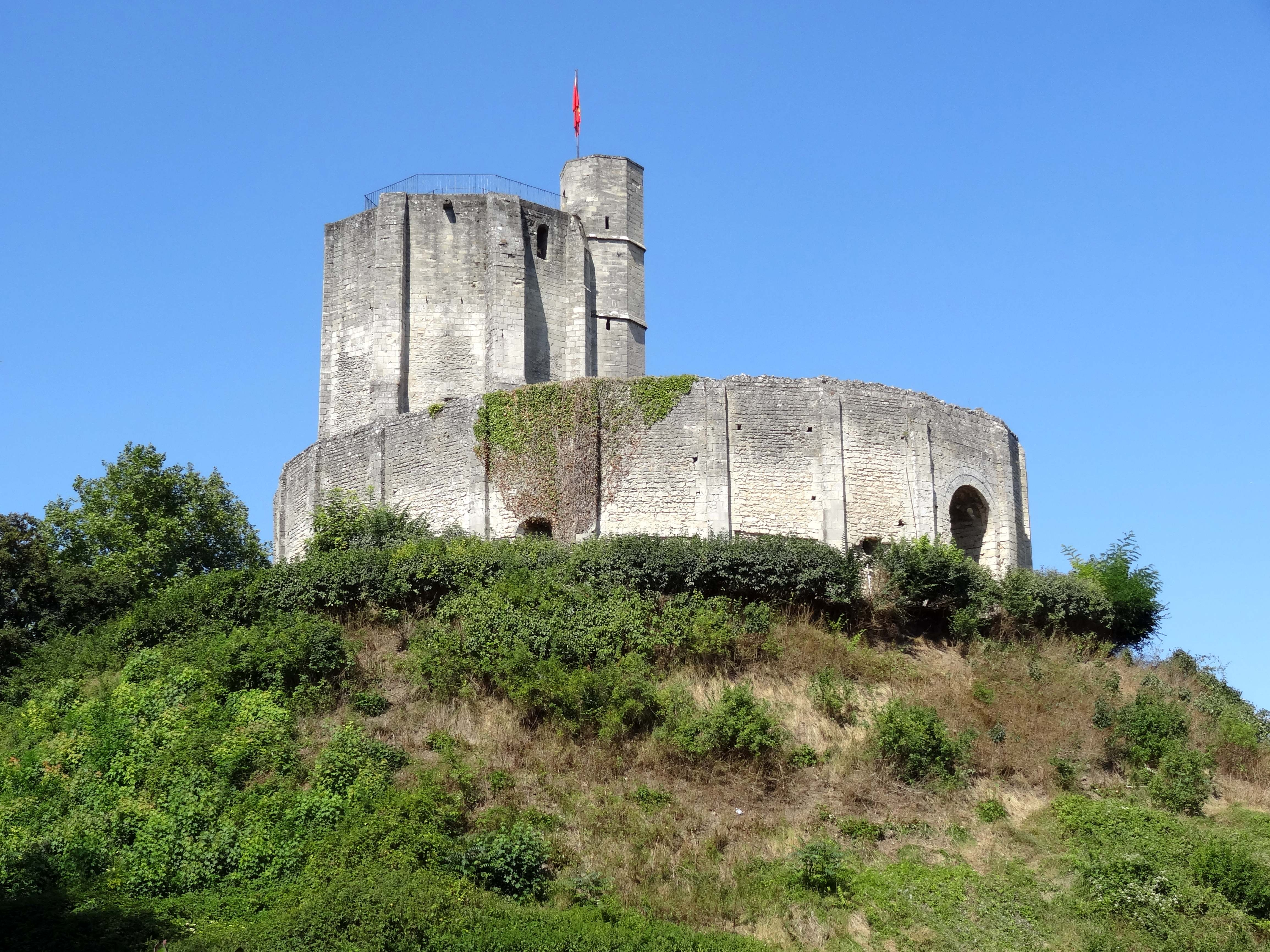
城堡碉楼
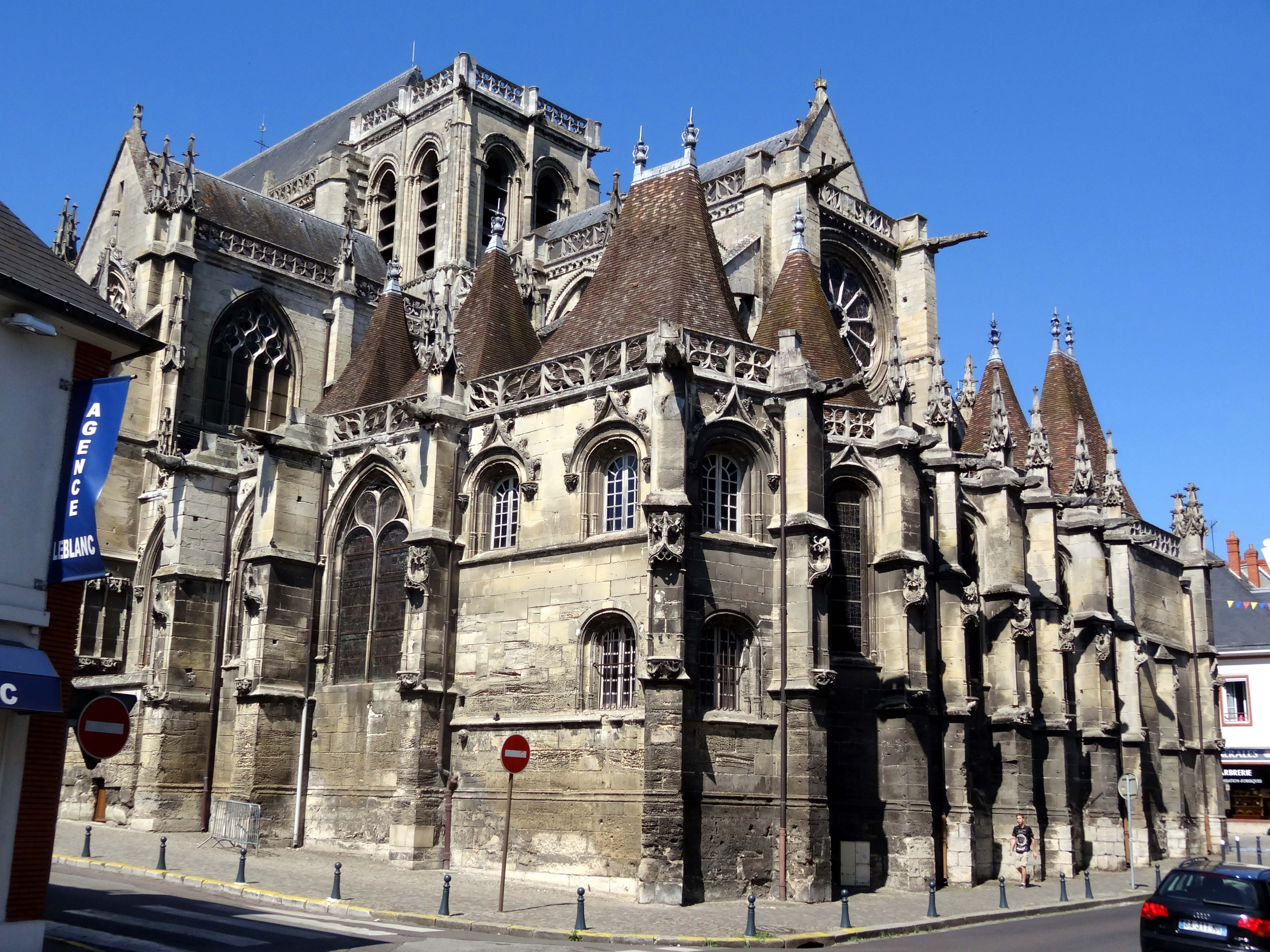
圣热尔韦-圣普罗泰教堂（法语：Église Saint-Gervais-Saint-Protais de Gisors）
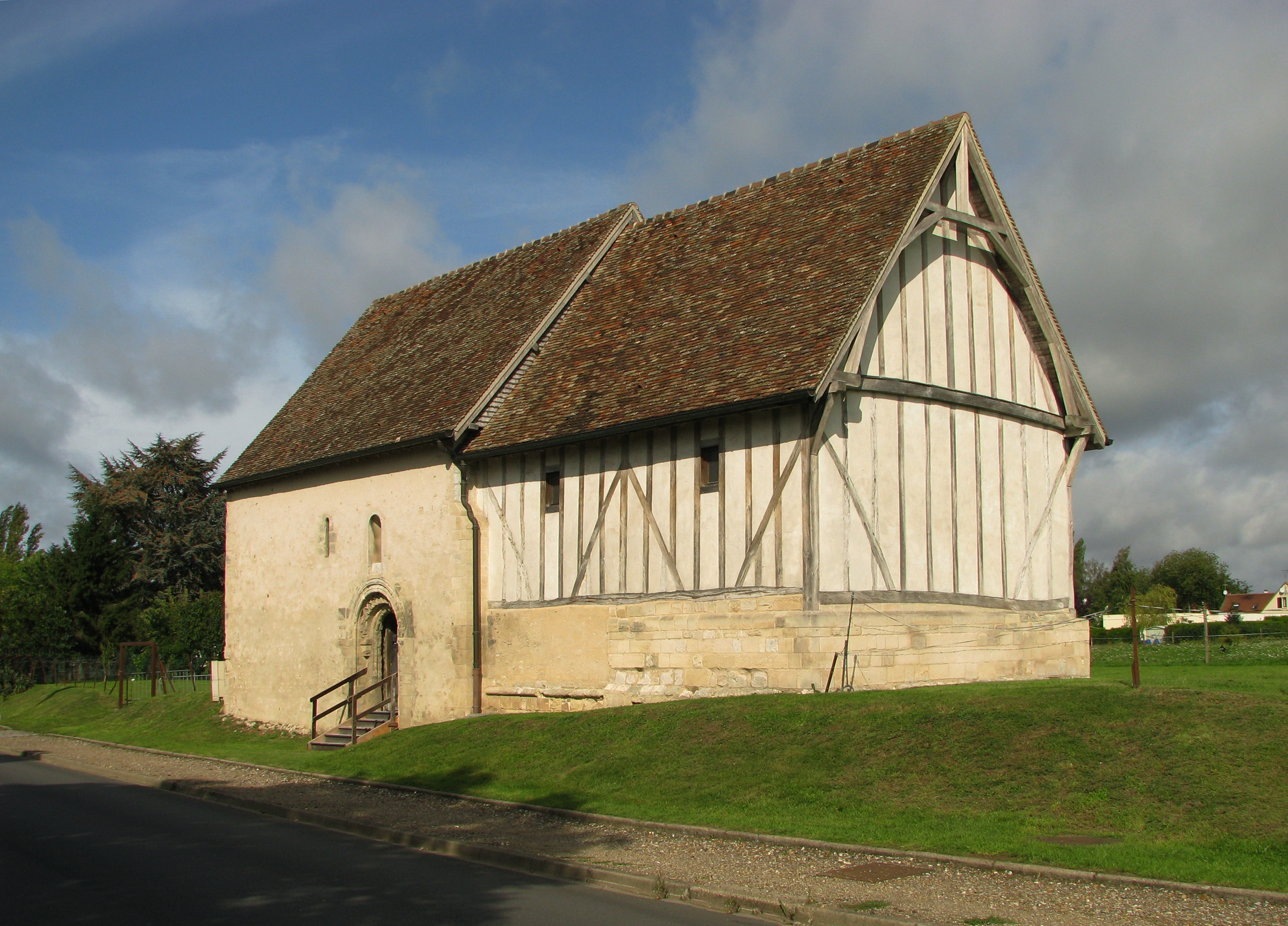
圣拉扎尔疗养院（法语：Léproserie Saint-Lazare (Gisors)）
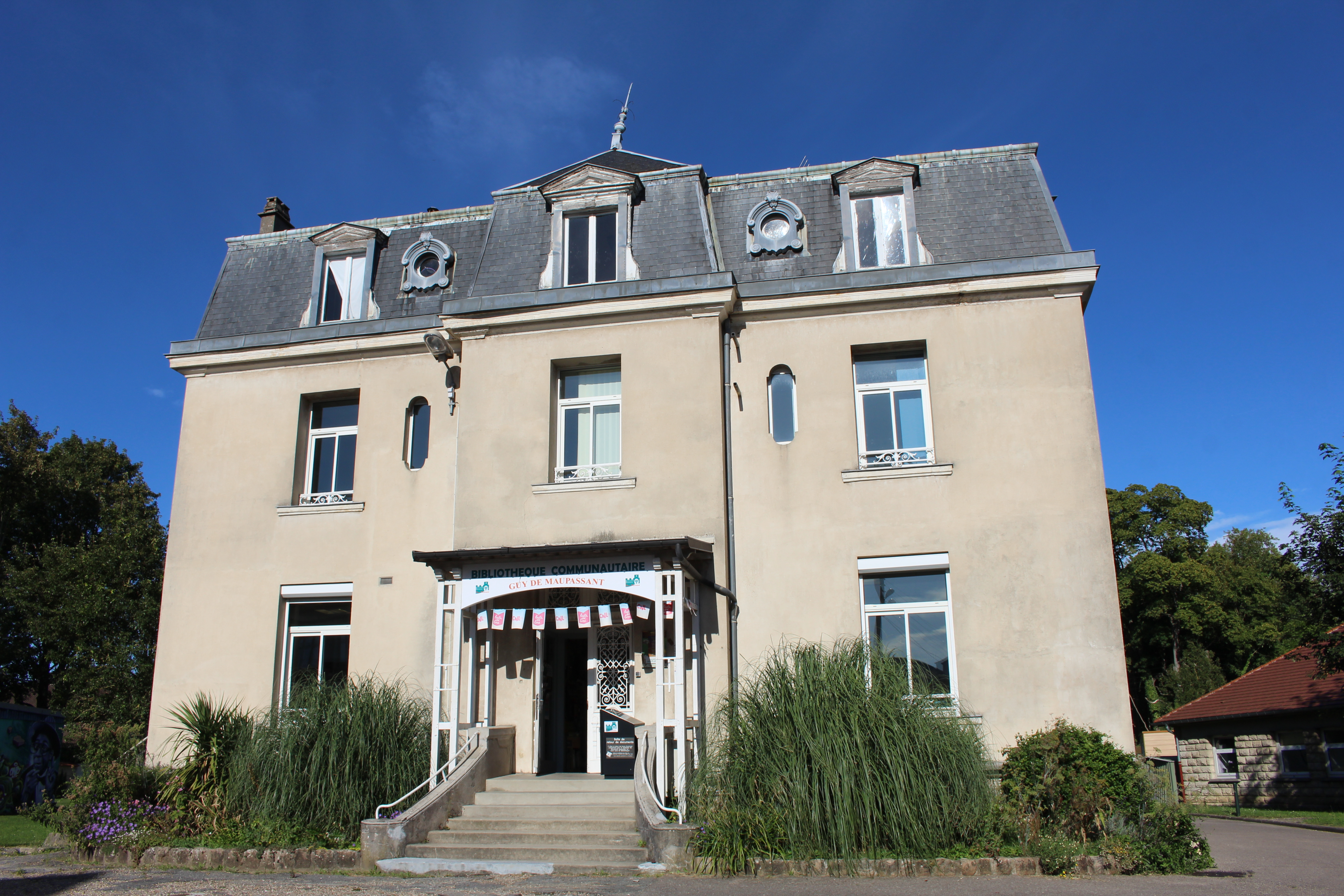
莫泊桑图书馆
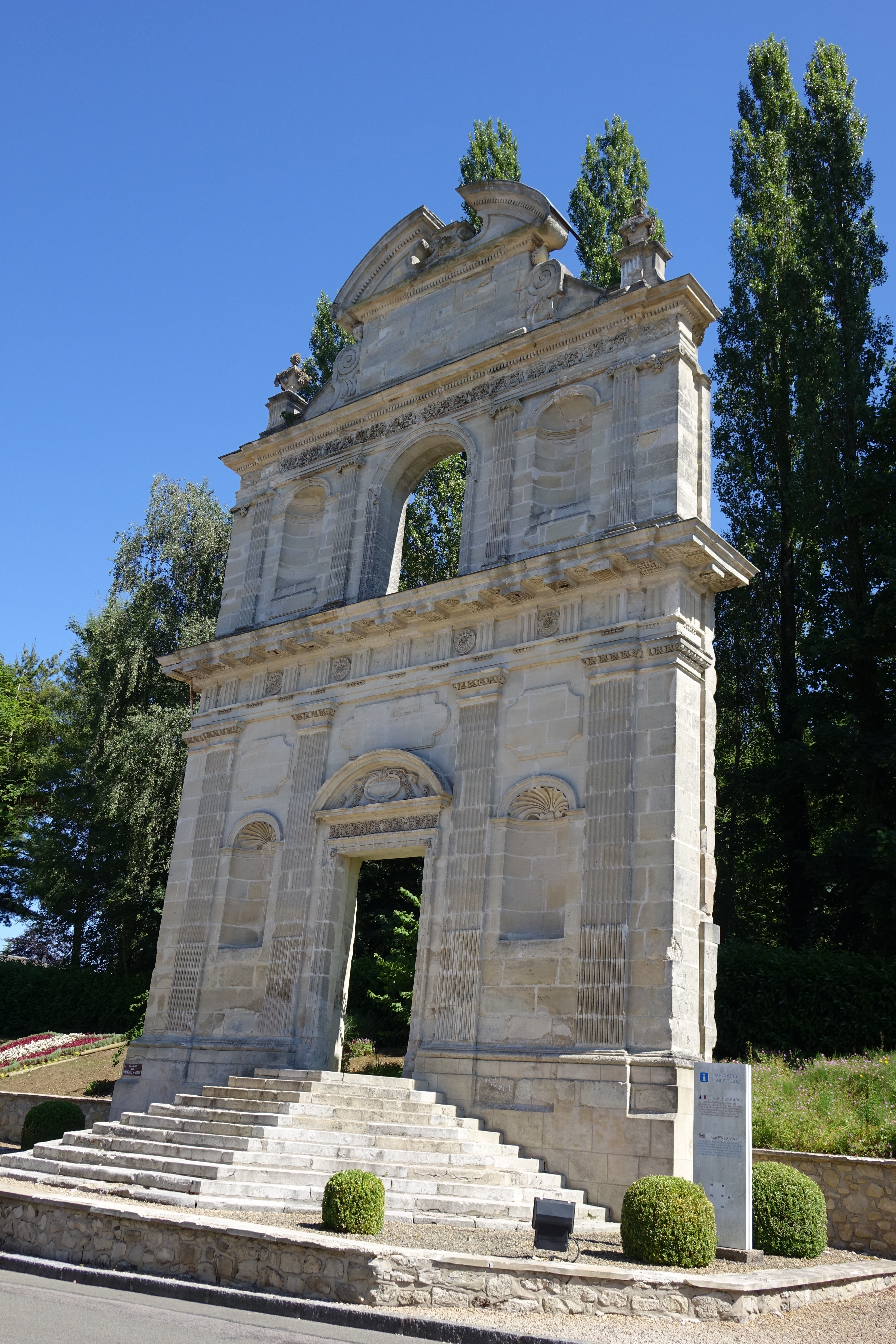
加尔默罗会旧址
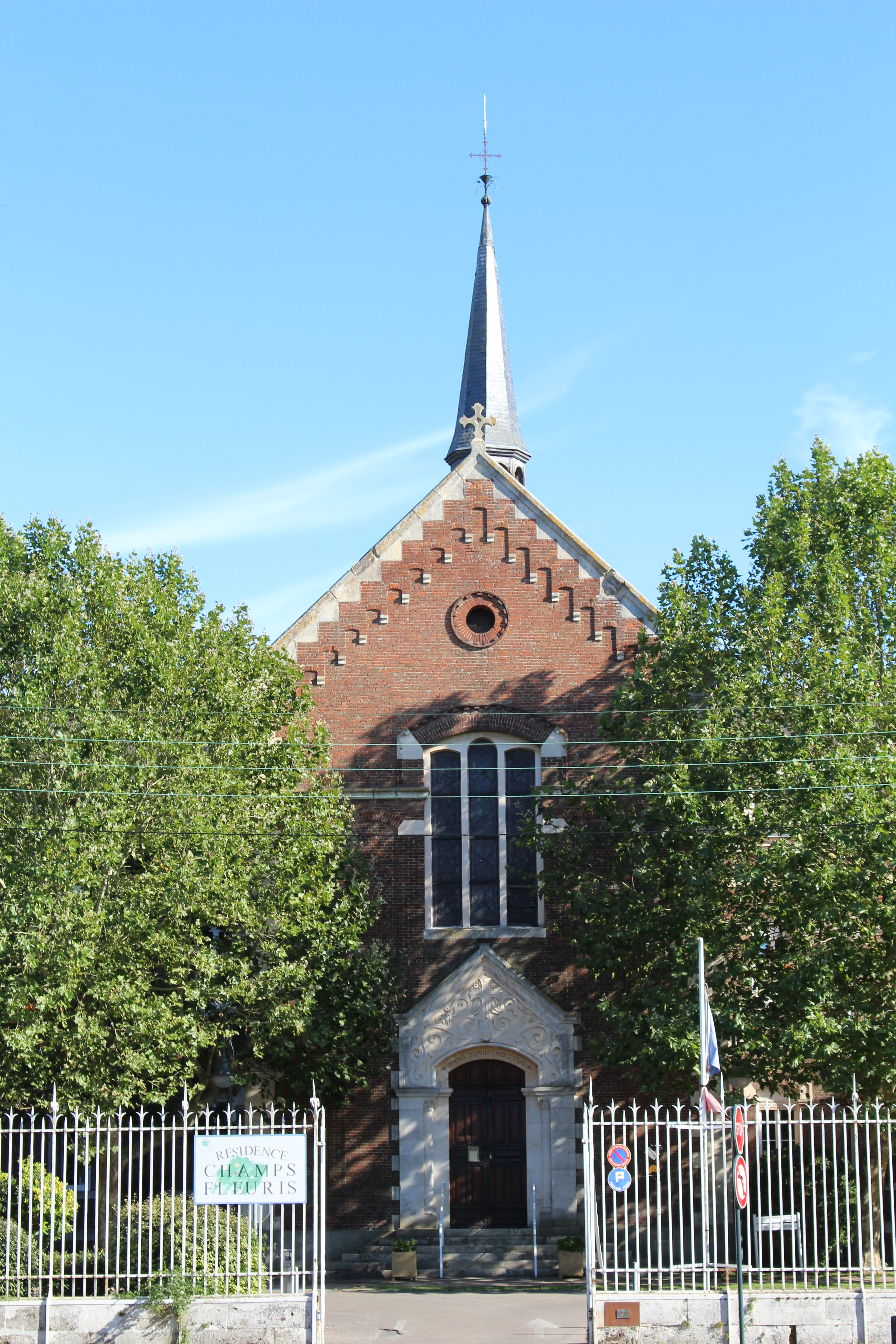
花田教堂

### 旅游

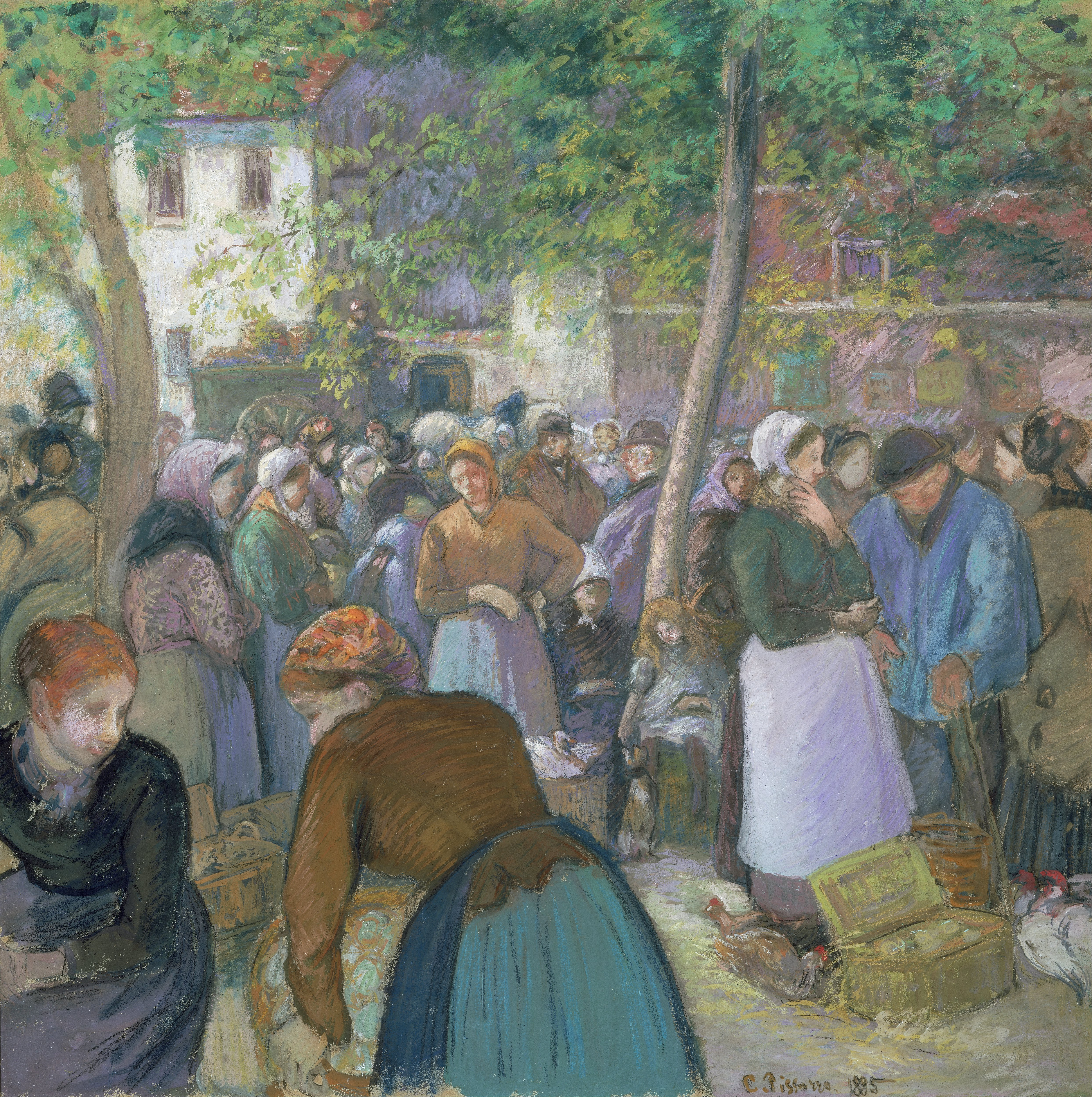
《日索尔禽类集市》

日索尔的旅游事务由其所属的诺曼底韦克桑市镇公共社区负责。2021年，日索尔境内共有1家酒店共计29间房间。

### 媒体
法国主要的媒体均可在日索尔接收，法国电视三台下属的诺曼底大区频道在部分时段播出日索尔所属区域的地方新闻。当地主要的地方性媒体包括《不可分割报》、蓝色法兰西鲁昂诺曼底广播等。

### 绘画
法国画家卡米耶·毕沙罗曾游历日索尔，其创作的多幅作品与日索尔有关，包括《灰色天空下的日索尔山丘》（Les côteaux de Gisors, Temps gris，1885年）、《日索尔禽类集市》（Marche à la Volaille, à Gisors，1891年）等。

## 相关人物
法国工艺刻画家让-巴蒂斯德-约瑟夫·迪谢纳、生理学家夏尔·马里·邦雅曼·鲁热、政治家阿尔贝·福尔西纳尔、女演员索菲·奥布里和足球运动员迪迪埃·迪加尔出生于日索尔。

## 友好城市
截至2022年1月，日索尔共与一座城市互为友好城市关系：
- 德国 里格尔斯贝格（1970年）[56]